# Bisfosfonaat
De bisfosfonaten (ook difosfonaten genaamd) zijn geneesmiddelen voor de preventie en behandeling van osteoporose, osteitis deformans ("botziekte van Paget"), botmetastasen, multipel myeloom ("ziekte van Kahler"), osteogenesis imperfecta en andere ziektebeelden die gepaard gaan met een fragiele botmassa. De werking is gebaseerd op de inhibitie van osteoclasten.

## Geschiedenis
De bisfosfonaten werden reeds in de 19e eeuw ontwikkeld. Het onderzoek naar hun werking in het botmetabolisme begon echter pas in de jaren 1960. Het niet-medisch gebruik bestond uit het ontharden van water. De rationale voor het gebruik bij mensen was het vermogen van deze middelen om het losweken van hydroxylapatiet tegen te gaan. Hydroxylapatiet is het belangrijkste botmineraal. Op deze manier kan botverlies tegen gegaan worden. Het duurde nog tot de jaren 1990 tot hun werkingsmechanisme werd ontrafeld.

## Chemische structuur
Alle bisfosfonaten delen een gemeenschappelijk P-C-P-skelet:
De twee PO3-groepen (fosfonaat) zijn covalent gebonden aan koolstof. Deze fosfonaatgroepen bepalen zowel de naam "bisfosfonaat" als de functie van deze middelen.
De lange zijketen (R2 in de afbeelding) determineert de chemische eigenschappen, het werkingsmechanisme en de sterkte van het therapeutisch effect. De korte zijketen (R1), beïnvloedt hoofdzakelijk de chemische en farmacokinetische eigenschappen.

## Farmacokinetiek
Van het opgenomen bisfosfonaat (per os of intraveneuze toediening) wordt ongeveer 50% onveranderd uitgescheiden door de nieren. De andere 50% heeft een hoge affiniteit voor botweefsel en wordt snel aan het botoppervlak gehecht.

## Farmacodynamiek
De bisfosfonaten die gehecht zijn aan botweefsels worden opgenomen door osteoclasten. Deze cellen breken botweefsel af. De afbraak van botweefsel is een normaal proces in de herstructurering van botweefsel. Bij degeneratieve aandoeningen van het bot (zoals osteoporose) is de osteoclastactiviteit verhoogd ten opzichte van de osteoblastactiviteit. Osteoblasten bouwen botweefsel op.
Er zijn twee bisfosfonaatgroepen: de stikstofbevattende en de niet stikstofbevattende bisfosfonaten. Beide groepen inhiberen osteoclastactiviteit op een verschillende manier.

### Niet-stikstofbevattende fosfonaten
Volgende fosfonaten bezitten geen stikstofatoom:
- Etidronaat - 1 (therapeutische werking vergeleken met etidronaat)
- Clodronaat - 10
- Tiludronaat - 10

Deze bisfosfonaten worden gemetaboliseerd in de cel tot structuren die het terminale pyrofosfaatgedeelte van adenosinetrifosfaat (ATP) vervangen. Hierbij wordt een niet-functioneel ATP-molecuul gevormd dat interfereert met normale moleculen in het cellulaire energiemetabolisme. De osteoclast ondergaat apoptose en gaat dood. Dit resulteert in een afname van de totale botafbraak.

### Stikstofbevattende bisfosfonaten
Volgende fosfonaten bezitten een stikstofatoom:
- Pamidronaat - 100
- Neridronaat - 100
- Olpadronaat - 500
- Alendronaat - 500
- Ibandronaat - 1000
- Risedronaat - 2000
- Zoledronaat - 10000

Deze bisfosfonaten interfereren met het botmetabolisme door het binden en inhiberen van het enzym farnesyldifosfonaatsynthase (FPPS) in de HMG-CoA reductase-keten (ook gekend als de mevalonaatketen).

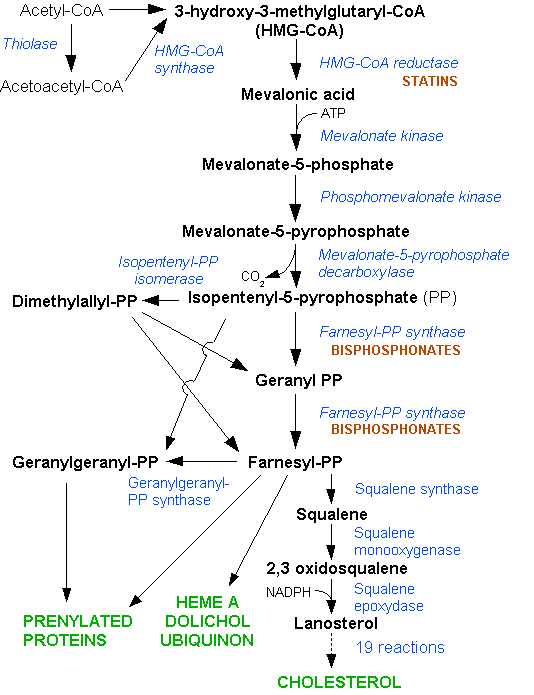
de HMG-CoA reductase-keten

Het verstoren van de HMG CoA-reductase-keten ter hoogte van FPPS voorkomt de vorming van farnesol en geranylgeraniol die essentieel zijn voor het binden van kleine eiwitten aan de celmembraan. Dit proces staat gekend als prenylatie en is belangrijk voor het subcellulaire eiwittransport.
De inhibitie van eiwitprenylatie kan verscheidene eiwitten treffen die normaal gevonden worden in de osteoclasten, die bot afbreken. De werking van deze middelen wordt echter toegeschreven aan de inhibitie van de eiwitten Ras, Rho en Rac. Deze eiwitten kunnen de proliferatie van osteoclasten beïnvloeden, alsook het overleven van deze cellen en de celdynamiek (door middel van veranderingen in het cytoskelet). Het cytoskelet is belangrijk voor de vorming van de "ruffled border" (gerafeld uiterlijk) van de osteoclast. Deze structuur is met name belangrijk voor het contact tussen de osteoclast en het botoppervlak.
Ook de statines inhiberen de HMG-CoA reductase-keten. In tegenstelling tot de bisfosfonaten binden de statines niet met een hoge affiniteit aan het botoppervlak. Hun werking beperkt zich dus niet tot het botweefsel. Toch laten sommige studies een verlaagd voorkomen van botbreuken (een indicatie van osteoporose) zien en/of een toegenomen botmineraalgehalte in gebruikers van statines. De doeltreffendheid van statines bij de behandeling van osteoporose blijft echter controversieel.

## Toepassingen
Bisfosfonaten worden klinisch gebruikt voor de behandeling van osteoporose, osteitis deformans (de botziekte van Paget), botmetastasen (met en zonder hypercalciëmie), multiple myeloom en andere aandoeningen die gepaard gaan met een toegenomen botfragiliteit.
De populairste middelen bij osteoporose en de ziekte van Paget zijn alendronaat en risedronaat. Wanneer deze middelen niet het gewenste effect sorteren, of wanneer de patiënt problemen krijgt met het spijsverteringsstelsel kan pamidronaat intraveneus toegediend worden.
Krachtige intraveneuze bisfosfonaten kunnen de progressie van botmetastasen remmen bij verscheidene vormen van kanker (voornamelijk borstkanker).
Andere bisfosfonaten zoals medronaat (R1, R2 = H) en oxidronaat (R1 = H, R2 = OH) worden gehecht aan het radioactieve technetium. Bij intraveneuze toediening ervan kunnen ze gebruikt worden bij de medische beeldvorming van bot en het diagnosticeren van botziektes.
Heden ten dage worden bisfosfonaten eveneens gebruikt om het aantal fracturen te verminderen bij kinderen met osteogenesis imperfecta.

## Nevenwerkingen
- Orale bisfosfonaten kunnen maagklachten veroorzaken. Verder kan een ontsteking optreden van de slokdarm (= oesofagitis). Dit is het hoofdprobleem van orale stikstofbevattende preparaten. Deze nevenwerkingen kunnen voorkomen worden door 30 à 60 minuten na het innemen van de medicatie rechtop te blijven zitten.
- Intraveneuze bisfosfonaten kunnen koorts en griepachtige symptomen veroorzaken bij het eerste infuus. Deze nevenwerking wordt waarschijnlijk veroorzaakt door het vermogen om γδ T cellen te activeren. Na verdere toedieningen treedt deze nevenwerking niet meer op.
- Er is een licht verhoogde kans op het voorkomen van elektrolytstoornissen.
- Bij chronisch nierfalen verloopt de excretie vertraagd en dient de dosis te worden aangepast.
- Bisfosfonaten worden geassocieerd met osteonecrose van de kaak, waarbij de mandibula (onderkaak) tweemaal frequenter aangedaan is dan de maxilla (bovenkaak). De meeste gevallen treden op na toediening van hoge intraveneuze doses bij kankerpatiënten. In 60% van de gevallen worden de symptomen voorafgegaan door operaties aan het kaakbot. Voorgesteld wordt om de behandeling met bisfosfonaten uit te stellen wanneer er nog kaakoperaties dienen te gebeuren teneinde potentiële infectiehaarden te elimineren.[5]
- Een aantal gevallen van ernstige bot-, gewricht-, of musculoskeletale pijn werden gerapporteerd.[6]
- Recente studies toonden aan dat het gebruik van bisfosfonaten (met name zoledronaat en alendronaat) een risicofactor is voor het ontstaan van atriumfibrillatie bij vrouwen.[7][8][9] De ontstekingsrespons die optreedt na toediening van fosfonaten alsook de fluctuaties in de calciumniveaus van het bloed worden aangehaald als mogelijke mechanismes.[8] Eén studie schatte dat atriumfibrilleren in 3% van de gevallen kan teruggebracht worden op het gebruik van alendronaat.[8] Dit risico weegt niet op tegen de baten die een bisfosfonaatbehandeling oplevert. Speciale zorg dient echter besteed te worden aan patiënten met een sterk verhoogd risico op complicaties ten gevolge van atriumfibrilleren (zoals patiënten met hartfalen, angina pectoris of diabetes).[8]